# اینفانت پرتغال

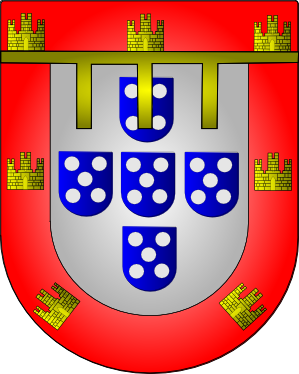
نشان ولیعهد پرتغال

اینفانت پرتغال (انگلیسی: Infante of Portugal) لقبیست که در پادشاهی پرتغال به جوانترین پسر پادشاه و ملکه پرتغال داده می‌شده است.
به اینفانت‌های مؤنث پس از ازدواج «اینفانتا» گفته می‌شد که نشان دهندهٔ این عنوان نجیب‌زادگی بود.